# Tour de Suisse 2012
La 76e édition du Tour de Suisse a eu lieu du 9 au 17 juin 2012. Il s'agit de la 17e épreuve de l'UCI World Tour 2012. Un nouveau maillot est décerné lors de cette épreuve : le meilleur Suisse au classement général porte une tunique distinctive sponsorisée par la société Roland.
La course est remportée par le Portugais Rui Costa (Movistar) leader depuis sa victoire lors de la 2e étape. Il s'impose devant le Luxembourgoeois Fränk Schleck (RadioShack-Nissan) et l'Américain Levi Leipheimer (Omega Pharma-Quick Step).
Le Slovaque Peter Sagan (Liquigas-Cannondale), vainqueur de quatre étapes dont le contre-la-montre de la 1re étape, gagne le classement par points. L'Italien Matteo Montaguti (AG2R La Mondiale) remporte le classement de la montagne et Mathias Frank (BMC Racing) gagne le prix du meilleur Suisse alors que l'équipe Kazakh (Astana), vainqueur de deux étapes, termine meilleure équipe.

## Présentation

### Parcours
Après un contre-la-montre inaugural dans Lugano, le Tour de Suisse propose une longue étape de montagne passant par le col du Simplon et arrivant à Verbier. S'ensuivent 4 étapes pour sprinteurs-puncheurs. Vient alors le week-end décisif : un contre-la-montre de près de 35 km à Gossau, une étape arrivant dans la station d'Arosa et une longue étape de montagne passant par le Glaubenbielen avec arrivée à Sörenberg.

### Équipes
L'organisateur a communiqué le nom d'une première équipe invitée, la formation canadienne SpiderTech-C10, le 28 mars 2012 avant d'annoncer, le 9 mai 2012, la présence de l'équipe américaine Type 1-Sanofi comme deuxième et dernière invitée. 20 équipes participent à ce Tour de Suisse - 18 ProTeams et 2 équipes continentales professionnelles :
| ProTeams (18)- AG2R La Mondiale - Astana - BMC Racing Team - Euskaltel-Euskadi - FDJ-BigMat - Garmin-Barracuda - Katusha Team - Lampre-ISD - Liquigas-Cannondale - Lotto-Belisol - Movistar Team - Omega Pharma-Quick Step - Orica-GreenEDGE - Rabobank - RadioShack-Nissan - Saxo Bank - Sky - Vacansoleil - DCM Équipes continentales professionnelles (2)- SpiderTech-C10 - Team Type 1-Sanofi |
| |

### Favoris
[réf. souhaitée]
Outre le tenant du titre Levi Leipheimer (Omega Pharma-Quick Step), on retrouve également Damiano Cunego (Lampre-ISD), son dauphin de l'an passé. Parmi les autres candidats à la victoire finale, on peut citer le plus en forme, Robert Gesink (Rabobank), le plus éreinté, Roman Kreuziger (Astana), le plus attendu, Alejandro Valverde (Movistar) et le plus sérieux candidat, Fränk Schleck (RadioShack-Nissan). Les autres coureurs qui pourraient s'introduire dans le top 10 se nomment Bauke Mollema et Steven Kruijswijk (Rabobank), Thomas Lövkvist (Sky), Thomas Danielson (Garmin-Barracuda), Mathias Frank (BMC Racing), Igor Antón (Euskaltel-Euskadi), Thibaut Pinot (FDJ-BigMat), John Gadret et Nicolas Roche, tous deux de l'équipe AG2R La Mondiale.
Du côté des sprinteurs, Tyler Farrar (Garmin-Barracuda), Peter Sagan (Liquigas-Cannondale), José Joaquín Rojas (Movistar) et Óscar Freire (Katusha) sont les quatre hommes forts des dernières lignes droites. Les autres hommes rapides de ce peloton sont Ben Swift (Sky), Tom Boonen (Omega Pharma-Quick Step), Jacopo Guarnieri (Astana), Allan Davis (Orica-GreenEDGE), Alessandro Petacchi (Lampre-ISD), Adam Blythe (BMC Racing), Matti Breschel (Rabobank), Yauheni Hutarovich (FDJ-BigMat) et Lloyd Mondory (AG2R La Mondiale).

## Étapes
| Étape     | Date    | Villes étapes          | type                        | Distance (km) | Vainqueur d'étape  | Leader du classement général |
| --------- | ------- | ---------------------- | --------------------------- | ------------- | ------------------ | ---------------------------- |
| 1re étape | 9 juin  | Lugano – Lugano        | contre-la-montre individuel | 7,3           | Peter Sagan        | Peter Sagan                  |
| 2e étape  | 10 juin | Verbania – Verbier     | étape de montagne           | 218,3         | Rui Costa          | Rui Costa                    |
| 3e étape  | 11 juin | Martigny – Aarberg     | étape de plaine             | 194,7         | Peter Sagan        | Rui Costa                    |
| 4e étape  | 12 juin | Aarberg – Trimbach     | étape de moyenne montagne   | 188,8         | Peter Sagan        | Rui Costa                    |
| 5e étape  | 13 juin | Trimbach – Gansingen   | étape de plaine             | 192,7         | Vladimir Isaychev  | Rui Costa                    |
| 6e étape  | 14 juin | Wittnau – Bischofszell | étape de plaine             | 198,5         | Peter Sagan        | Rui Costa                    |
| 7e étape  | 15 juin | Gossau – Gossau        | contre-la-montre individuel | 34,3          | Fredrik Kessiakoff | Rui Costa                    |
| 8e étape  | 16 juin | Bischofszell – Arosa   | étape de montagne           | 148,2         | Michael Albasini   | Rui Costa                    |
| 9e étape  | 17 juin | Näfels – Sörenberg     | étape de montagne           | 215,8         | Tanel Kangert      | Rui Costa                    |

## Déroulement de la course

### 1reétape
| \| Classement de l'étape \| Classement de l'étape \| Classement de l'étape \| Classement de l'étape \| Classement de l'étape \| \| Coureur \| Coureur \| Pays \| Équipe \| Temps \| \| --------------------- \| --------------------- \| --------------------- \| ----------------------- \| --------------------- \| \| 1er \| Peter Sagan \| Slovaquie \| Liquigas-Cannondale \| 9 min 43 s \| \| 2e \| Fabian Cancellara \| Suisse \| RadioShack-Nissan \| + 4 s \| \| 3e \| Moreno Moser \| Italie \| Liquigas-Cannondale \| + 7 s \| \| 4e \| Martin Elmiger \| Suisse \| AG2R La Mondiale \| + 11 s \| \| 5e \| Fredrik Kessiakoff \| Suède \| Astana \| + 15 s \| \| 6e \| Michael Albasini \| Suisse \| Orica-GreenEDGE \| + 17 s \| \| 7e \| Dario Cataldo \| Italie \| Omega Pharma-Quick Step \| + 18 s \| \| 8e \| Roman Kreuziger \| Tchéquie \| Astana \| + 19 s \| \| 9e \| Tom-Jelte Slagter \| Pays-Bas \| Rabobank \| + 20 s \| \| 10e \| Jakob Fuglsang \| Danemark \| RadioShack-Nissan \| + 22 s \| |                    |           |                         |            |
| |                    |           |                         |            |
| |                    |           |                         |            |
| Classement de l'étape |                    |           |                         |            |
| Coureur | Coureur            | Pays      | Équipe                  | Temps      |
| 1er | Peter Sagan        | Slovaquie | Liquigas-Cannondale     | 9 min 43 s |
| 2e | Fabian Cancellara  | Suisse    | RadioShack-Nissan       | + 4 s      |
| 3e | Moreno Moser       | Italie    | Liquigas-Cannondale     | + 7 s      |
| 4e | Martin Elmiger     | Suisse    | AG2R La Mondiale        | + 11 s     |
| 5e | Fredrik Kessiakoff | Suède     | Astana                  | + 15 s     |
| 6e | Michael Albasini   | Suisse    | Orica-GreenEDGE         | + 17 s     |
| 7e | Dario Cataldo      | Italie    | Omega Pharma-Quick Step | + 18 s     |
| 8e | Roman Kreuziger    | Tchéquie  | Astana                  | + 19 s     |
| 9e | Tom-Jelte Slagter  | Pays-Bas  | Rabobank                | + 20 s     |
| 10e | Jakob Fuglsang     | Danemark  | RadioShack-Nissan       | + 22 s     |

| \| Classement général \| Classement général \| Classement général \| Classement général \| Classement général \| \| Coureur \| Coureur \| Pays \| Équipe \| Temps \| \| ------------------ \| ------------------ \| ------------------ \| ----------------------- \| ------------------ \| \| 1er \| Peter Sagan \| Slovaquie \| Liquigas-Cannondale \| 9 min 43 s \| \| 2e \| Fabian Cancellara \| Suisse \| RadioShack-Nissan \| + 4 s \| \| 3e \| Moreno Moser \| Italie \| Liquigas-Cannondale \| + 7 s \| \| 4e \| Martin Elmiger \| Suisse \| AG2R La Mondiale \| + 11 s \| \| 5e \| Fredrik Kessiakoff \| Suède \| Astana \| + 15 s \| \| 6e \| Michael Albasini \| Suisse \| Orica-GreenEDGE \| + 17 s \| \| 7e \| Dario Cataldo \| Italie \| Omega Pharma-Quick Step \| + 18 s \| \| 8e \| Roman Kreuziger \| Tchéquie \| Astana \| + 19 s \| \| 9e \| Tom-Jelte Slagter \| Pays-Bas \| Rabobank \| + 20 s \| \| 10e \| Jakob Fuglsang \| Danemark \| RadioShack-Nissan \| + 22 s \| |                    |           |                         |            |
| |                    |           |                         |            |
| |                    |           |                         |            |
| Classement général |                    |           |                         |            |
| Coureur | Coureur            | Pays      | Équipe                  | Temps      |
| 1er | Peter Sagan        | Slovaquie | Liquigas-Cannondale     | 9 min 43 s |
| 2e | Fabian Cancellara  | Suisse    | RadioShack-Nissan       | + 4 s      |
| 3e | Moreno Moser       | Italie    | Liquigas-Cannondale     | + 7 s      |
| 4e | Martin Elmiger     | Suisse    | AG2R La Mondiale        | + 11 s     |
| 5e | Fredrik Kessiakoff | Suède     | Astana                  | + 15 s     |
| 6e | Michael Albasini   | Suisse    | Orica-GreenEDGE         | + 17 s     |
| 7e | Dario Cataldo      | Italie    | Omega Pharma-Quick Step | + 18 s     |
| 8e | Roman Kreuziger    | Tchéquie  | Astana                  | + 19 s     |
| 9e | Tom-Jelte Slagter  | Pays-Bas  | Rabobank                | + 20 s     |
| 10e | Jakob Fuglsang     | Danemark  | RadioShack-Nissan       | + 22 s     |

### 2eétape
| \| Classement de l'étape \| Classement de l'étape \| Classement de l'étape \| Classement de l'étape \| Classement de l'étape \| \| Coureur \| Coureur \| Pays \| Équipe \| Temps \| \| --------------------- \| --------------------- \| --------------------- \| --------------------- \| --------------------- \| \| 1er \| Rui Costa \| Portugal \| Movistar Team \| 6 h 21 min 14 s \| \| 2e \| Fränk Schleck \| Luxembourg \| RadioShack-Nissan \| + 4 s \| \| 3e \| Mikel Nieve \| Espagne \| Euskaltel-Euskadi \| + 12 s \| \| 4e \| Giampaolo Caruso \| Italie \| Katusha \| DQ \| \| 5e \| Thibaut Pinot \| France \| FDJ-BigMat \| + 13 s \| \| 6e \| Nicolas Roche \| Irlande \| AG2R La Mondiale \| + 16 s \| \| 7e \| Chris Anker Sørensen \| Danemark \| Saxo Bank \| + 16 s \| \| 8e \| John Gadret \| France \| AG2R La Mondiale \| + 16 s \| \| 9e \| Alejandro Valverde \| Espagne \| Movistar Team \| + 18 s \| \| 10e \| Roman Kreuziger \| Tchéquie \| Astana \| + 22 s \| |                      |            |                   |                 |
| |                      |            |                   |                 |
| |                      |            |                   |                 |
| Classement de l'étape |                      |            |                   |                 |
| Coureur | Coureur              | Pays       | Équipe            | Temps           |
| 1er | Rui Costa            | Portugal   | Movistar Team     | 6 h 21 min 14 s |
| 2e | Fränk Schleck        | Luxembourg | RadioShack-Nissan | + 4 s           |
| 3e | Mikel Nieve          | Espagne    | Euskaltel-Euskadi | + 12 s          |
| 4e | Giampaolo Caruso     | Italie     | Katusha           | DQ              |
| 5e | Thibaut Pinot        | France     | FDJ-BigMat        | + 13 s          |
| 6e | Nicolas Roche        | Irlande    | AG2R La Mondiale  | + 16 s          |
| 7e | Chris Anker Sørensen | Danemark   | Saxo Bank         | + 16 s          |
| 8e | John Gadret          | France     | AG2R La Mondiale  | + 16 s          |
| 9e | Alejandro Valverde   | Espagne    | Movistar Team     | + 18 s          |
| 10e | Roman Kreuziger      | Tchéquie   | Astana            | + 22 s          |

| \| Classement général \| Classement général \| Classement général \| Classement général \| Classement général \| \| Coureur \| Coureur \| Pays \| Équipe \| Temps \| \| ------------------ \| ------------------ \| ------------------ \| ------------------ \| ------------------ \| \| 1er \| Rui Costa \| Portugal \| Movistar Team \| 6 h 31 min 22 s \| \| 2e \| Fränk Schleck \| Luxembourg \| RadioShack-Nissan \| + 8 s \| \| 3e \| Roman Kreuziger \| Tchéquie \| Astana \| + 15 s \| \| 4e \| Thibaut Pinot \| France \| FDJ-BigMat \| + 19 s \| \| 5e \| Nicolas Roche \| Irlande \| AG2R La Mondiale \| + 21 s \| \| 6e \| Thomas Lövkvist \| Suède \| Team Sky \| + 21 s \| \| 7e \| Alejandro Valverde \| Espagne \| Movistar Team \| + 23 s \| \| 8e \| John Gadret \| France \| AG2R La Mondiale \| + 24 s \| \| 9e \| Mikel Nieve \| Espagne \| Euskaltel-Euskadi \| + 26 s \| \| 10e \| Tom Danielson \| États-Unis \| Garmin-Barracuda \| + 29 s \| |                    |            |                   |                 |
| |                    |            |                   |                 |
| |                    |            |                   |                 |
| Classement général |                    |            |                   |                 |
| Coureur | Coureur            | Pays       | Équipe            | Temps           |
| 1er | Rui Costa          | Portugal   | Movistar Team     | 6 h 31 min 22 s |
| 2e | Fränk Schleck      | Luxembourg | RadioShack-Nissan | + 8 s           |
| 3e | Roman Kreuziger    | Tchéquie   | Astana            | + 15 s          |
| 4e | Thibaut Pinot      | France     | FDJ-BigMat        | + 19 s          |
| 5e | Nicolas Roche      | Irlande    | AG2R La Mondiale  | + 21 s          |
| 6e | Thomas Lövkvist    | Suède      | Team Sky          | + 21 s          |
| 7e | Alejandro Valverde | Espagne    | Movistar Team     | + 23 s          |
| 8e | John Gadret        | France     | AG2R La Mondiale  | + 24 s          |
| 9e | Mikel Nieve        | Espagne    | Euskaltel-Euskadi | + 26 s          |
| 10e | Tom Danielson      | États-Unis | Garmin-Barracuda  | + 29 s          |

### 3eétape
| \| Classement de l'étape \| Classement de l'étape \| Classement de l'étape \| Classement de l'étape \| Classement de l'étape \| \| Coureur \| Coureur \| Pays \| Équipe \| Temps \| \| --------------------- \| --------------------- \| --------------------- \| --------------------- \| --------------------- \| \| 1er \| Peter Sagan \| Slovaquie \| Liquigas-Cannondale \| 4 h 35 min 32 s \| \| 2e \| Baden Cooke \| Australie \| Orica-GreenEDGE \| + 0 s \| \| 3e \| Ben Swift \| Royaume-Uni \| Team Sky \| + 0 s \| \| 4e \| Jacopo Guarnieri \| Italie \| Astana \| + 3 s \| \| 5e \| Allan Davis \| Australie \| Orica-GreenEDGE \| + 3 s \| \| 6e \| Yauheni Hutarovich \| Biélorussie \| FDJ-BigMat \| + 3 s \| \| 7e \| Lloyd Mondory \| France \| AG2R La Mondiale \| + 3 s \| \| 8e \| Tyler Farrar \| États-Unis \| Garmin-Barracuda \| + 3 s \| \| 9e \| Daniele Colli \| Italie \| Team Type 1-Sanofi \| + 3 s \| \| 10e \| Marcus Burghardt \| Allemagne \| BMC Racing Team \| + 3 s \| |                    |             |                     |                 |
| |                    |             |                     |                 |
| |                    |             |                     |                 |
| Classement de l'étape |                    |             |                     |                 |
| Coureur | Coureur            | Pays        | Équipe              | Temps           |
| 1er | Peter Sagan        | Slovaquie   | Liquigas-Cannondale | 4 h 35 min 32 s |
| 2e | Baden Cooke        | Australie   | Orica-GreenEDGE     | + 0 s           |
| 3e | Ben Swift          | Royaume-Uni | Team Sky            | + 0 s           |
| 4e | Jacopo Guarnieri   | Italie      | Astana              | + 3 s           |
| 5e | Allan Davis        | Australie   | Orica-GreenEDGE     | + 3 s           |
| 6e | Yauheni Hutarovich | Biélorussie | FDJ-BigMat          | + 3 s           |
| 7e | Lloyd Mondory      | France      | AG2R La Mondiale    | + 3 s           |
| 8e | Tyler Farrar       | États-Unis  | Garmin-Barracuda    | + 3 s           |
| 9e | Daniele Colli      | Italie      | Team Type 1-Sanofi  | + 3 s           |
| 10e | Marcus Burghardt   | Allemagne   | BMC Racing Team     | + 3 s           |

| \| Classement général \| Classement général \| Classement général \| Classement général \| Classement général \| \| Coureur \| Coureur \| Pays \| Équipe \| Temps \| \| ------------------ \| ------------------ \| ------------------ \| ------------------ \| ------------------ \| \| 1er \| Rui Costa \| Portugal \| Movistar Team \| 11 h 06 min 57 s \| \| 2e \| Fränk Schleck \| Luxembourg \| RadioShack-Nissan \| + 8 s \| \| 3e \| Roman Kreuziger \| Tchéquie \| Astana \| + 15 s \| \| 4e \| Thibaut Pinot \| France \| FDJ-BigMat \| + 19 s \| \| 5e \| Nicolas Roche \| Irlande \| AG2R La Mondiale \| + 21 s \| \| 6e \| Thomas Lövkvist \| Suède \| Team Sky \| + 21 s \| \| 7e \| Alejandro Valverde \| Espagne \| Movistar Team \| + 23 s \| \| 8e \| John Gadret \| France \| AG2R La Mondiale \| + 24 s \| \| 9e \| Mikel Nieve \| Espagne \| Euskaltel-Euskadi \| + 26 s \| \| 10e \| Tom Danielson \| États-Unis \| Garmin-Barracuda \| + 29 s \| |                    |            |                   |                  |
| |                    |            |                   |                  |
| |                    |            |                   |                  |
| Classement général |                    |            |                   |                  |
| Coureur | Coureur            | Pays       | Équipe            | Temps            |
| 1er | Rui Costa          | Portugal   | Movistar Team     | 11 h 06 min 57 s |
| 2e | Fränk Schleck      | Luxembourg | RadioShack-Nissan | + 8 s            |
| 3e | Roman Kreuziger    | Tchéquie   | Astana            | + 15 s           |
| 4e | Thibaut Pinot      | France     | FDJ-BigMat        | + 19 s           |
| 5e | Nicolas Roche      | Irlande    | AG2R La Mondiale  | + 21 s           |
| 6e | Thomas Lövkvist    | Suède      | Team Sky          | + 21 s           |
| 7e | Alejandro Valverde | Espagne    | Movistar Team     | + 23 s           |
| 8e | John Gadret        | France     | AG2R La Mondiale  | + 24 s           |
| 9e | Mikel Nieve        | Espagne    | Euskaltel-Euskadi | + 26 s           |
| 10e | Tom Danielson      | États-Unis | Garmin-Barracuda  | + 29 s           |

### 4eétape
| \| Classement de l'étape \| Classement de l'étape \| Classement de l'étape \| Classement de l'étape \| Classement de l'étape \| \| Coureur \| Coureur \| Pays \| Équipe \| Temps \| \| --------------------- \| --------------------- \| --------------------- \| --------------------- \| --------------------- \| \| 1er \| Peter Sagan \| Slovaquie \| Liquigas-Cannondale \| 4 h 36 min 55 s \| \| 2e \| José Joaquín Rojas \| Espagne \| Movistar Team \| + 0 s \| \| 3e \| Michael Albasini \| Suisse \| Orica-GreenEDGE \| + 0 s \| \| 4e \| Heinrich Haussler \| Australie \| Garmin-Barracuda \| + 0 s \| \| 5e \| Francesco Gavazzi \| Italie \| Astana \| + 0 s \| \| 6e \| Vladimir Gusev \| Russie \| Katusha \| + 0 s \| \| 7e \| Matteo Montaguti \| Italie \| AG2R La Mondiale \| + 0 s \| \| 8e \| Wout Poels \| Pays-Bas \| Vacansoleil-DCM \| + 0 s \| \| 9e \| Óscar Freire \| Espagne \| Katusha \| + 0 s \| \| 10e \| Mathias Frank \| Suisse \| BMC Racing Team \| + 0 s \| |                    |           |                     |                 |
| |                    |           |                     |                 |
| |                    |           |                     |                 |
| Classement de l'étape |                    |           |                     |                 |
| Coureur | Coureur            | Pays      | Équipe              | Temps           |
| 1er | Peter Sagan        | Slovaquie | Liquigas-Cannondale | 4 h 36 min 55 s |
| 2e | José Joaquín Rojas | Espagne   | Movistar Team       | + 0 s           |
| 3e | Michael Albasini   | Suisse    | Orica-GreenEDGE     | + 0 s           |
| 4e | Heinrich Haussler  | Australie | Garmin-Barracuda    | + 0 s           |
| 5e | Francesco Gavazzi  | Italie    | Astana              | + 0 s           |
| 6e | Vladimir Gusev     | Russie    | Katusha             | + 0 s           |
| 7e | Matteo Montaguti   | Italie    | AG2R La Mondiale    | + 0 s           |
| 8e | Wout Poels         | Pays-Bas  | Vacansoleil-DCM     | + 0 s           |
| 9e | Óscar Freire       | Espagne   | Katusha             | + 0 s           |
| 10e | Mathias Frank      | Suisse    | BMC Racing Team     | + 0 s           |

| \| Classement général \| Classement général \| Classement général \| Classement général \| Classement général \| \| Coureur \| Coureur \| Pays \| Équipe \| Temps \| \| ------------------ \| ------------------ \| ------------------ \| ------------------ \| ------------------ \| \| 1er \| Rui Costa \| Portugal \| Movistar Team \| 15 h 43 min 52 s \| \| 2e \| Fränk Schleck \| Luxembourg \| RadioShack-Nissan \| + 8 s \| \| 3e \| Roman Kreuziger \| Tchéquie \| Astana \| + 15 s \| \| 4e \| Thibaut Pinot \| France \| FDJ-BigMat \| + 19 s \| \| 5e \| Nicolas Roche \| Irlande \| AG2R La Mondiale \| + 21 s \| \| 6e \| Thomas Lövkvist \| Suède \| Team Sky \| + 21 s \| \| 7e \| Alejandro Valverde \| Espagne \| Movistar Team \| + 23 s \| \| 8e \| John Gadret \| France \| AG2R La Mondiale \| + 24 s \| \| 9e \| Mikel Nieve \| Espagne \| Euskaltel-Euskadi \| + 26 s \| \| 10e \| Tom Danielson \| États-Unis \| Garmin-Barracuda \| + 29 s \| |                    |            |                   |                  |
| |                    |            |                   |                  |
| |                    |            |                   |                  |
| Classement général |                    |            |                   |                  |
| Coureur | Coureur            | Pays       | Équipe            | Temps            |
| 1er | Rui Costa          | Portugal   | Movistar Team     | 15 h 43 min 52 s |
| 2e | Fränk Schleck      | Luxembourg | RadioShack-Nissan | + 8 s            |
| 3e | Roman Kreuziger    | Tchéquie   | Astana            | + 15 s           |
| 4e | Thibaut Pinot      | France     | FDJ-BigMat        | + 19 s           |
| 5e | Nicolas Roche      | Irlande    | AG2R La Mondiale  | + 21 s           |
| 6e | Thomas Lövkvist    | Suède      | Team Sky          | + 21 s           |
| 7e | Alejandro Valverde | Espagne    | Movistar Team     | + 23 s           |
| 8e | John Gadret        | France     | AG2R La Mondiale  | + 24 s           |
| 9e | Mikel Nieve        | Espagne    | Euskaltel-Euskadi | + 26 s           |
| 10e | Tom Danielson      | États-Unis | Garmin-Barracuda  | + 29 s           |

### 5eétape
| \| Classement de l'étape \| Classement de l'étape \| Classement de l'étape \| Classement de l'étape \| Classement de l'étape \| \| Coureur \| Coureur \| Pays \| Équipe \| Temps \| \| --------------------- \| --------------------- \| --------------------- \| --------------------- \| --------------------- \| \| 1er \| Vladimir Isaychev \| Russie \| Katusha \| 4 h 58 min 28 s \| \| 2e \| Rubén Pérez \| Espagne \| Euskaltel-Euskadi \| + 0 s \| \| 3e \| Salvatore Puccio \| Italie \| Team Sky \| + 0 s \| \| 4e \| Karsten Kroon \| Pays-Bas \| Saxo Bank \| + 0 s \| \| 5e \| Sébastien Minard \| France \| AG2R La Mondiale \| + 0 s \| \| 6e \| Daniel Oss \| Italie \| Liquigas-Cannondale \| + 5 s \| \| 7e \| Klaas Lodewyck \| Belgique \| BMC Racing Team \| + 1 min 50 s \| \| 8e \| Elia Viviani \| Italie \| Liquigas-Cannondale \| + 11 min 07 s \| \| 9e \| Kris Boeckmans \| Belgique \| Vacansoleil-DCM \| + 11 min 07 s \| \| 10e \| Alessandro Bazzana \| Italie \| Team Type 1-Sanofi \| + 11 min 07 s \| |                    |          |                     |                 |
| |                    |          |                     |                 |
| |                    |          |                     |                 |
| Classement de l'étape |                    |          |                     |                 |
| Coureur | Coureur            | Pays     | Équipe              | Temps           |
| 1er | Vladimir Isaychev  | Russie   | Katusha             | 4 h 58 min 28 s |
| 2e | Rubén Pérez        | Espagne  | Euskaltel-Euskadi   | + 0 s           |
| 3e | Salvatore Puccio   | Italie   | Team Sky            | + 0 s           |
| 4e | Karsten Kroon      | Pays-Bas | Saxo Bank           | + 0 s           |
| 5e | Sébastien Minard   | France   | AG2R La Mondiale    | + 0 s           |
| 6e | Daniel Oss         | Italie   | Liquigas-Cannondale | + 5 s           |
| 7e | Klaas Lodewyck     | Belgique | BMC Racing Team     | + 1 min 50 s    |
| 8e | Elia Viviani       | Italie   | Liquigas-Cannondale | + 11 min 07 s   |
| 9e | Kris Boeckmans     | Belgique | Vacansoleil-DCM     | + 11 min 07 s   |
| 10e | Alessandro Bazzana | Italie   | Team Type 1-Sanofi  | + 11 min 07 s   |

| \| Classement général \| Classement général \| Classement général \| Classement général \| Classement général \| \| Coureur \| Coureur \| Pays \| Équipe \| Temps \| \| ------------------ \| ------------------ \| ------------------ \| ------------------ \| ------------------ \| \| 1er \| Rui Costa \| Portugal \| Movistar Team \| 20 h 53 min 27 s \| \| 2e \| Fränk Schleck \| Luxembourg \| RadioShack-Nissan \| + 8 s \| \| 3e \| Roman Kreuziger \| Tchéquie \| Astana \| + 15 s \| \| 4e \| Thibaut Pinot \| France \| FDJ-BigMat \| + 19 s \| \| 5e \| Nicolas Roche \| Irlande \| AG2R La Mondiale \| + 21 s \| \| 6e \| Thomas Lövkvist \| Suède \| Team Sky \| + 21 s \| \| 7e \| Alejandro Valverde \| Espagne \| Movistar Team \| + 23 s \| \| 8e \| John Gadret \| France \| AG2R La Mondiale \| + 24 s \| \| 9e \| Mikel Nieve \| Espagne \| Euskaltel-Euskadi \| + 26 s \| \| 10e \| Tom Danielson \| États-Unis \| Garmin-Barracuda \| + 29 s \| |                    |            |                   |                  |
| |                    |            |                   |                  |
| |                    |            |                   |                  |
| Classement général |                    |            |                   |                  |
| Coureur | Coureur            | Pays       | Équipe            | Temps            |
| 1er | Rui Costa          | Portugal   | Movistar Team     | 20 h 53 min 27 s |
| 2e | Fränk Schleck      | Luxembourg | RadioShack-Nissan | + 8 s            |
| 3e | Roman Kreuziger    | Tchéquie   | Astana            | + 15 s           |
| 4e | Thibaut Pinot      | France     | FDJ-BigMat        | + 19 s           |
| 5e | Nicolas Roche      | Irlande    | AG2R La Mondiale  | + 21 s           |
| 6e | Thomas Lövkvist    | Suède      | Team Sky          | + 21 s           |
| 7e | Alejandro Valverde | Espagne    | Movistar Team     | + 23 s           |
| 8e | John Gadret        | France     | AG2R La Mondiale  | + 24 s           |
| 9e | Mikel Nieve        | Espagne    | Euskaltel-Euskadi | + 26 s           |
| 10e | Tom Danielson      | États-Unis | Garmin-Barracuda  | + 29 s           |

### 6eétape
| \| Classement de l'étape \| Classement de l'étape \| Classement de l'étape \| Classement de l'étape \| Classement de l'étape \| \| Coureur \| Coureur \| Pays \| Équipe \| Temps \| \| --------------------- \| --------------------- \| --------------------- \| --------------------- \| --------------------- \| \| 1er \| Peter Sagan \| Slovaquie \| Liquigas-Cannondale \| 4 h 30 min 08 s \| \| 2e \| Ben Swift \| Royaume-Uni \| Team Sky \| + 0 s \| \| 3e \| Allan Davis \| Australie \| Orica-GreenEDGE \| + 0 s \| \| 4e \| Michael Albasini \| Suisse \| Orica-GreenEDGE \| + 0 s \| \| 5e \| Óscar Freire \| Espagne \| Katusha \| + 0 s \| \| 6e \| Lloyd Mondory \| France \| AG2R La Mondiale \| + 0 s \| \| 7e \| Marco Marcato \| Italie \| Vacansoleil-DCM \| + 0 s \| \| 8e \| Alessandro Bazzana \| Italie \| Team Type 1-Sanofi \| + 0 s \| \| 9e \| Matti Breschel \| Danemark \| Rabobank \| + 0 s \| \| 10e \| Francesco Gavazzi \| Italie \| Astana \| + 0 s \| |                    |             |                     |                 |
| |                    |             |                     |                 |
| |                    |             |                     |                 |
| Classement de l'étape |                    |             |                     |                 |
| Coureur | Coureur            | Pays        | Équipe              | Temps           |
| 1er | Peter Sagan        | Slovaquie   | Liquigas-Cannondale | 4 h 30 min 08 s |
| 2e | Ben Swift          | Royaume-Uni | Team Sky            | + 0 s           |
| 3e | Allan Davis        | Australie   | Orica-GreenEDGE     | + 0 s           |
| 4e | Michael Albasini   | Suisse      | Orica-GreenEDGE     | + 0 s           |
| 5e | Óscar Freire       | Espagne     | Katusha             | + 0 s           |
| 6e | Lloyd Mondory      | France      | AG2R La Mondiale    | + 0 s           |
| 7e | Marco Marcato      | Italie      | Vacansoleil-DCM     | + 0 s           |
| 8e | Alessandro Bazzana | Italie      | Team Type 1-Sanofi  | + 0 s           |
| 9e | Matti Breschel     | Danemark    | Rabobank            | + 0 s           |
| 10e | Francesco Gavazzi  | Italie      | Astana              | + 0 s           |

| \| Classement général \| Classement général \| Classement général \| Classement général \| Classement général \| \| Coureur \| Coureur \| Pays \| Équipe \| Temps \| \| ------------------ \| ------------------ \| ------------------ \| ------------------ \| ------------------ \| \| 1er \| Rui Costa \| Portugal \| Movistar Team \| 25 h 23 min 38 s \| \| 2e \| Fränk Schleck \| Luxembourg \| RadioShack-Nissan \| + 8 s \| \| 3e \| Roman Kreuziger \| Tchéquie \| Astana \| + 15 s \| \| 4e \| Thibaut Pinot \| France \| FDJ-BigMat \| + 19 s \| \| 5e \| Nicolas Roche \| Irlande \| AG2R La Mondiale \| + 21 s \| \| 6e \| Thomas Lövkvist \| Suède \| Team Sky \| + 21 s \| \| 7e \| Alejandro Valverde \| Espagne \| Movistar Team \| + 23 s \| \| 8e \| John Gadret \| France \| AG2R La Mondiale \| + 24 s \| \| 9e \| Mikel Nieve \| Espagne \| Euskaltel-Euskadi \| + 26 s \| \| 10e \| Tom Danielson \| États-Unis \| Garmin-Barracuda \| + 29 s \| |                    |            |                   |                  |
| |                    |            |                   |                  |
| |                    |            |                   |                  |
| Classement général |                    |            |                   |                  |
| Coureur | Coureur            | Pays       | Équipe            | Temps            |
| 1er | Rui Costa          | Portugal   | Movistar Team     | 25 h 23 min 38 s |
| 2e | Fränk Schleck      | Luxembourg | RadioShack-Nissan | + 8 s            |
| 3e | Roman Kreuziger    | Tchéquie   | Astana            | + 15 s           |
| 4e | Thibaut Pinot      | France     | FDJ-BigMat        | + 19 s           |
| 5e | Nicolas Roche      | Irlande    | AG2R La Mondiale  | + 21 s           |
| 6e | Thomas Lövkvist    | Suède      | Team Sky          | + 21 s           |
| 7e | Alejandro Valverde | Espagne    | Movistar Team     | + 23 s           |
| 8e | John Gadret        | France     | AG2R La Mondiale  | + 24 s           |
| 9e | Mikel Nieve        | Espagne    | Euskaltel-Euskadi | + 26 s           |
| 10e | Tom Danielson      | États-Unis | Garmin-Barracuda  | + 29 s           |

### 7eétape
| \| Classement de l'étape \| Classement de l'étape \| Classement de l'étape \| Classement de l'étape \| Classement de l'étape \| \| Coureur \| Coureur \| Pays \| Équipe \| Temps \| \| --------------------- \| --------------------- \| --------------------- \| ----------------------- \| --------------------- \| \| 1er \| Fredrik Kessiakoff \| Suède \| Astana \| 46 min 36 s \| \| 2e \| Fabian Cancellara \| Suisse \| RadioShack-Nissan \| + 2 s \| \| 3e \| Maxime Monfort \| Belgique \| RadioShack-Nissan \| + 20 s \| \| 4e \| Jérémy Roy \| France \| FDJ-BigMat \| + 25 s \| \| 5e \| Robert Gesink \| Pays-Bas \| Rabobank \| + 27 s \| \| 6e \| Tanel Kangert \| Estonie \| Astana \| + 34 s \| \| 7e \| Andreas Klöden \| Allemagne \| RadioShack-Nissan \| + 38 s \| \| 8e \| Rui Costa \| Portugal \| Movistar Team \| + 41 s \| \| 9e \| Peter Velits \| Slovaquie \| Omega Pharma-Quick Step \| + 43 s \| \| 10e \| Brent Bookwalter \| États-Unis \| BMC Racing Team \| + 51 s \| |                    |            |                         |             |
| |                    |            |                         |             |
| |                    |            |                         |             |
| Classement de l'étape |                    |            |                         |             |
| Coureur | Coureur            | Pays       | Équipe                  | Temps       |
| 1er | Fredrik Kessiakoff | Suède      | Astana                  | 46 min 36 s |
| 2e | Fabian Cancellara  | Suisse     | RadioShack-Nissan       | + 2 s       |
| 3e | Maxime Monfort     | Belgique   | RadioShack-Nissan       | + 20 s      |
| 4e | Jérémy Roy         | France     | FDJ-BigMat              | + 25 s      |
| 5e | Robert Gesink      | Pays-Bas   | Rabobank                | + 27 s      |
| 6e | Tanel Kangert      | Estonie    | Astana                  | + 34 s      |
| 7e | Andreas Klöden     | Allemagne  | RadioShack-Nissan       | + 38 s      |
| 8e | Rui Costa          | Portugal   | Movistar Team           | + 41 s      |
| 9e | Peter Velits       | Slovaquie  | Omega Pharma-Quick Step | + 43 s      |
| 10e | Brent Bookwalter   | États-Unis | BMC Racing Team         | + 51 s      |

| \| Classement général \| Classement général \| Classement général \| Classement général \| Classement général \| \| Coureur \| Coureur \| Pays \| Équipe \| Temps \| \| ------------------ \| ------------------ \| ------------------ \| ----------------------- \| ------------------ \| \| 1er \| Rui Costa \| Portugal \| Movistar Team \| 26 h 10 min 55 s \| \| 2e \| Roman Kreuziger \| Tchéquie \| Astana \| + 50 s \| \| 3e \| Robert Gesink \| Pays-Bas \| Rabobank \| + 55 s \| \| 4e \| Alejandro Valverde \| Espagne \| Movistar Team \| + 1 min 04 s \| \| 5e \| Fränk Schleck \| Luxembourg \| RadioShack-Nissan \| + 1 min 04 s \| \| 6e \| Tom Danielson \| États-Unis \| Garmin-Barracuda \| + 1 min 12 s \| \| 7e \| Levi Leipheimer \| États-Unis \| Omega Pharma-Quick Step \| + 1 min 15 s \| \| 8e \| Vladimir Gusev \| Russie \| Katusha \| + 1 min 17 s \| \| 9e \| Thomas Lövkvist \| Suède \| Team Sky \| + 1 min 22 s \| \| 10e \| Steven Kruijswijk \| Pays-Bas \| Rabobank \| + 1 min 27 s \| |                    |            |                         |                  |
| |                    |            |                         |                  |
| |                    |            |                         |                  |
| Classement général |                    |            |                         |                  |
| Coureur | Coureur            | Pays       | Équipe                  | Temps            |
| 1er | Rui Costa          | Portugal   | Movistar Team           | 26 h 10 min 55 s |
| 2e | Roman Kreuziger    | Tchéquie   | Astana                  | + 50 s           |
| 3e | Robert Gesink      | Pays-Bas   | Rabobank                | + 55 s           |
| 4e | Alejandro Valverde | Espagne    | Movistar Team           | + 1 min 04 s     |
| 5e | Fränk Schleck      | Luxembourg | RadioShack-Nissan       | + 1 min 04 s     |
| 6e | Tom Danielson      | États-Unis | Garmin-Barracuda        | + 1 min 12 s     |
| 7e | Levi Leipheimer    | États-Unis | Omega Pharma-Quick Step | + 1 min 15 s     |
| 8e | Vladimir Gusev     | Russie     | Katusha                 | + 1 min 17 s     |
| 9e | Thomas Lövkvist    | Suède      | Team Sky                | + 1 min 22 s     |
| 10e | Steven Kruijswijk  | Pays-Bas   | Rabobank                | + 1 min 27 s     |

### 8eétape
| \| Classement de l'étape \| Classement de l'étape \| Classement de l'étape \| Classement de l'étape \| Classement de l'étape \| \| Coureur \| Coureur \| Pays \| Équipe \| Temps \| \| --------------------- \| --------------------- \| --------------------- \| ----------------------- \| --------------------- \| \| 1er \| Michael Albasini \| Suisse \| Orica-GreenEDGE \| 3 h 45 min 39 s \| \| 2e \| Mikel Nieve \| Espagne \| Euskaltel-Euskadi \| + 1 min 15 s \| \| 3e \| Levi Leipheimer \| États-Unis \| Omega Pharma-Quick Step \| + 1 min 15 s \| \| 4e \| Fränk Schleck \| Luxembourg \| RadioShack-Nissan \| + 1 min 15 s \| \| 5e \| Robert Gesink \| Pays-Bas \| Rabobank \| + 1 min 36 s \| \| 6e \| Thibaut Pinot \| France \| FDJ-BigMat \| + 1 min 36 s \| \| 7e \| Tom Danielson \| États-Unis \| Garmin-Barracuda \| + 1 min 36 s \| \| 8e \| Steven Kruijswijk \| Pays-Bas \| Rabobank \| + 1 min 39 s \| \| 9e \| Roman Kreuziger \| Tchéquie \| Astana \| + 1 min 57 s \| \| 10e \| Jakob Fuglsang \| Danemark \| RadioShack-Nissan \| + 1 min 57 s \| |                   |            |                         |                 |
| |                   |            |                         |                 |
| |                   |            |                         |                 |
| Classement de l'étape |                   |            |                         |                 |
| Coureur | Coureur           | Pays       | Équipe                  | Temps           |
| 1er | Michael Albasini  | Suisse     | Orica-GreenEDGE         | 3 h 45 min 39 s |
| 2e | Mikel Nieve       | Espagne    | Euskaltel-Euskadi       | + 1 min 15 s    |
| 3e | Levi Leipheimer   | États-Unis | Omega Pharma-Quick Step | + 1 min 15 s    |
| 4e | Fränk Schleck     | Luxembourg | RadioShack-Nissan       | + 1 min 15 s    |
| 5e | Robert Gesink     | Pays-Bas   | Rabobank                | + 1 min 36 s    |
| 6e | Thibaut Pinot     | France     | FDJ-BigMat              | + 1 min 36 s    |
| 7e | Tom Danielson     | États-Unis | Garmin-Barracuda        | + 1 min 36 s    |
| 8e | Steven Kruijswijk | Pays-Bas   | Rabobank                | + 1 min 39 s    |
| 9e | Roman Kreuziger   | Tchéquie   | Astana                  | + 1 min 57 s    |
| 10e | Jakob Fuglsang    | Danemark   | RadioShack-Nissan       | + 1 min 57 s    |

| \| Classement général \| Classement général \| Classement général \| Classement général \| Classement général \| \| Coureur \| Coureur \| Pays \| Équipe \| Temps \| \| ------------------ \| ------------------ \| ------------------ \| ----------------------- \| ------------------ \| \| 1er \| Rui Costa \| Portugal \| Movistar Team \| 29 h 58 min 39 s \| \| 2e \| Fränk Schleck \| Luxembourg \| RadioShack-Nissan \| + 14 s \| \| 3e \| Levi Leipheimer \| États-Unis \| Omega Pharma-Quick Step \| + 21 s \| \| 4e \| Robert Gesink \| Pays-Bas \| Rabobank \| + 25 s \| \| 5e \| Mikel Nieve \| Espagne \| Euskaltel-Euskadi \| + 40 s \| \| 6e \| Roman Kreuziger \| Tchéquie \| Astana \| + 42 s \| \| 7e \| Tom Danielson \| États-Unis \| Garmin-Barracuda \| + 43 s \| \| 8e \| Steven Kruijswijk \| Pays-Bas \| Rabobank \| + 1 min 01 s \| \| 9e \| Alejandro Valverde \| Espagne \| Movistar Team \| + 1 min 04 s \| \| 10e \| Thibaut Pinot \| France \| FDJ-BigMat \| + 1 min 13 s \| |                    |            |                         |                  |
| |                    |            |                         |                  |
| |                    |            |                         |                  |
| Classement général |                    |            |                         |                  |
| Coureur | Coureur            | Pays       | Équipe                  | Temps            |
| 1er | Rui Costa          | Portugal   | Movistar Team           | 29 h 58 min 39 s |
| 2e | Fränk Schleck      | Luxembourg | RadioShack-Nissan       | + 14 s           |
| 3e | Levi Leipheimer    | États-Unis | Omega Pharma-Quick Step | + 21 s           |
| 4e | Robert Gesink      | Pays-Bas   | Rabobank                | + 25 s           |
| 5e | Mikel Nieve        | Espagne    | Euskaltel-Euskadi       | + 40 s           |
| 6e | Roman Kreuziger    | Tchéquie   | Astana                  | + 42 s           |
| 7e | Tom Danielson      | États-Unis | Garmin-Barracuda        | + 43 s           |
| 8e | Steven Kruijswijk  | Pays-Bas   | Rabobank                | + 1 min 01 s     |
| 9e | Alejandro Valverde | Espagne    | Movistar Team           | + 1 min 04 s     |
| 10e | Thibaut Pinot      | France     | FDJ-BigMat              | + 1 min 13 s     |

### 9eétape
| \| Classement de l'étape \| Classement de l'étape \| Classement de l'étape \| Classement de l'étape \| Classement de l'étape \| \| Coureur \| Coureur \| Pays \| Équipe \| Temps \| \| --------------------- \| --------------------- \| --------------------- \| --------------------- \| --------------------- \| \| 1er \| Tanel Kangert \| Estonie \| Astana \| 5 h 54 min 22 s \| \| 2e \| Jérémy Roy \| France \| FDJ-BigMat \| + 2 s \| \| 3e \| Matteo Montaguti \| Italie \| AG2R La Mondiale \| + 31 s \| \| 4e \| Robert Kišerlovski \| Croatie \| Astana \| + 1 min 46 s \| \| 5e \| Steven Kruijswijk \| Pays-Bas \| Rabobank \| + 1 min 46 s \| \| 6e \| Mathias Frank \| Suisse \| BMC Racing Team \| + 1 min 46 s \| \| 7e \| Chris Anker Sørensen \| Danemark \| Saxo Bank \| + 1 min 46 s \| \| 8e \| Fränk Schleck \| Luxembourg \| RadioShack-Nissan \| + 1 min 48 s \| \| 9e \| Robert Gesink \| Pays-Bas \| Rabobank \| + 1 min 48 s \| \| 10e \| Rui Costa \| Portugal \| Movistar Team \| + 1 min 48 s \| |                      |            |                   |                 |
| |                      |            |                   |                 |
| |                      |            |                   |                 |
| Classement de l'étape |                      |            |                   |                 |
| Coureur | Coureur              | Pays       | Équipe            | Temps           |
| 1er | Tanel Kangert        | Estonie    | Astana            | 5 h 54 min 22 s |
| 2e | Jérémy Roy           | France     | FDJ-BigMat        | + 2 s           |
| 3e | Matteo Montaguti     | Italie     | AG2R La Mondiale  | + 31 s          |
| 4e | Robert Kišerlovski   | Croatie    | Astana            | + 1 min 46 s    |
| 5e | Steven Kruijswijk    | Pays-Bas   | Rabobank          | + 1 min 46 s    |
| 6e | Mathias Frank        | Suisse     | BMC Racing Team   | + 1 min 46 s    |
| 7e | Chris Anker Sørensen | Danemark   | Saxo Bank         | + 1 min 46 s    |
| 8e | Fränk Schleck        | Luxembourg | RadioShack-Nissan | + 1 min 48 s    |
| 9e | Robert Gesink        | Pays-Bas   | Rabobank          | + 1 min 48 s    |
| 10e | Rui Costa            | Portugal   | Movistar Team     | + 1 min 48 s    |

## Classements finals

### Classement général
| \| Classement général \| Classement général \| Classement général \| Classement général \| Classement général \| \| Coureur \| Coureur \| Pays \| Équipe \| Temps \| \| ------------------ \| ------------------ \| ------------------ \| ----------------------- \| ------------------ \| \| 1er \| Rui Costa \| Portugal \| Movistar Team \| 35 h 54 min 49 s \| \| 2e \| Fränk Schleck \| Luxembourg \| RadioShack-Nissan \| + 14 s \| \| 3e \| Levi Leipheimer \| États-Unis \| Omega Pharma-Quick Step \| + 21 s \| \| 4e \| Robert Gesink \| Pays-Bas \| Rabobank \| + 25 s \| \| 5e \| Mikel Nieve \| Espagne \| Euskaltel-Euskadi \| + 40 s \| \| 6e \| Roman Kreuziger \| Tchéquie \| Astana \| + 47 s \| \| 7e \| Tom Danielson \| États-Unis \| Garmin-Barracuda \| + 48 s \| \| 8e \| Steven Kruijswijk \| Pays-Bas \| Rabobank \| + 59 s \| \| 9e \| Alejandro Valverde \| Espagne \| Movistar Team \| + 1 min 42 s \| \| 10e \| Nicolas Roche \| Irlande \| AG2R La Mondiale \| + 1 min 52 s \| |                    |            |                         |                  |
| |                    |            |                         |                  |
| Source : ProCyclingStats |                    |            |                         |                  |
| Classement général |                    |            |                         |                  |
| Coureur | Coureur            | Pays       | Équipe                  | Temps            |
| 1er | Rui Costa          | Portugal   | Movistar Team           | 35 h 54 min 49 s |
| 2e | Fränk Schleck      | Luxembourg | RadioShack-Nissan       | + 14 s           |
| 3e | Levi Leipheimer    | États-Unis | Omega Pharma-Quick Step | + 21 s           |
| 4e | Robert Gesink      | Pays-Bas   | Rabobank                | + 25 s           |
| 5e | Mikel Nieve        | Espagne    | Euskaltel-Euskadi       | + 40 s           |
| 6e | Roman Kreuziger    | Tchéquie   | Astana                  | + 47 s           |
| 7e | Tom Danielson      | États-Unis | Garmin-Barracuda        | + 48 s           |
| 8e | Steven Kruijswijk  | Pays-Bas   | Rabobank                | + 59 s           |
| 9e | Alejandro Valverde | Espagne    | Movistar Team           | + 1 min 42 s     |
| 10e | Nicolas Roche      | Irlande    | AG2R La Mondiale        | + 1 min 52 s     |

| Classement par points | Classement par points | Classement par points | Classement par points | Classement par points |
| Coureur               | Coureur               | Pays                  | Équipe                | Points                |
| --------------------- | --------------------- | --------------------- | --------------------- | --------------------- |
| 1er                   | Peter Sagan           | Slovaquie             | Liquigas-Cannondale   | 102 pts               |
| 2e                    | Matteo Montaguti      | Italie                | AG2R La Mondiale      | 32 pts                |
| 3e                    | Tanel Kangert         | Estonie               | Astana                | 31 pts                |
| 4e                    | Jérémy Roy            | France                | FDJ-BigMat            | 28 pts                |
| 5e                    | José Joaquín Rojas    | Espagne               | Movistar Team         | 27 pts                |
| 6e                    | Allan Davis           | Australie             | Orica-GreenEDGE       | 27 pts                |
| 7e                    | Fränk Schleck         | Luxembourg            | RadioShack-Nissan     | 26 pts                |
| 8e                    | Rubén Pérez           | Espagne               | Euskaltel-Euskadi     | 26 pts                |
| 9e                    | Vladimir Isaychev     | Russie                | Katusha               | 25 pts                |
| 10e                   | Rui Costa             | Portugal              | Movistar Team         | 24 pts                |

| Classement par points | Classement par points | Classement par points | Classement par points | Classement par points |
| Coureur               | Coureur               | Pays                  | Équipe                | Points                |
| --------------------- | --------------------- | --------------------- | --------------------- | --------------------- |
| 1er                   | Peter Sagan           | Slovaquie             | Liquigas-Cannondale   | 102 pts               |
| 2e                    | Matteo Montaguti      | Italie                | AG2R La Mondiale      | 32 pts                |
| 3e                    | Tanel Kangert         | Estonie               | Astana                | 31 pts                |
| 4e                    | Jérémy Roy            | France                | FDJ-BigMat            | 28 pts                |
| 5e                    | José Joaquín Rojas    | Espagne               | Movistar Team         | 27 pts                |
| 6e                    | Allan Davis           | Australie             | Orica-GreenEDGE       | 27 pts                |
| 7e                    | Fränk Schleck         | Luxembourg            | RadioShack-Nissan     | 26 pts                |
| 8e                    | Rubén Pérez           | Espagne               | Euskaltel-Euskadi     | 26 pts                |
| 9e                    | Vladimir Isaychev     | Russie                | Katusha               | 25 pts                |
| 10e                   | Rui Costa             | Portugal              | Movistar Team         | 24 pts                |

| Classement de la montagne | Classement de la montagne | Classement de la montagne | Classement de la montagne | Classement de la montagne |
| Coureur                   | Coureur                   | Pays                      | Équipe                    | Points                    |
| ------------------------- | ------------------------- | ------------------------- | ------------------------- | ------------------------- |
| 1er                       | Matteo Montaguti          | Italie                    | AG2R La Mondiale          | 73 pts                    |
| 2e                        | Tanel Kangert             | Estonie                   | Astana                    | 39 pts                    |
| 3e                        | Jérémy Roy                | France                    | FDJ-BigMat                | 35 pts                    |
| 4e                        | Fränk Schleck             | Luxembourg                | RadioShack-Nissan         | 30 pts                    |
| 5e                        | Vladimir Isaychev         | Russie                    | Katusha                   | 21 pts                    |
| 6e                        | Ryan Anderson             | Canada                    | SpiderTech-C10            | 20 pts                    |
| 7e                        | Brian Vandborg            | Danemark                  | SpiderTech-C10            | 17 pts                    |
| 8e                        | Michael Mørkøv            | Danemark                  | Saxo Bank                 | 17 pts                    |
| 9e                        | Levi Leipheimer           | États-Unis                | Omega Pharma-Quick Step   | 16 pts                    |
| 10e                       | Rubén Pérez               | Espagne                   | Euskaltel-Euskadi         | 16 pts                    |

| Classement de la montagne | Classement de la montagne | Classement de la montagne | Classement de la montagne | Classement de la montagne |
| Coureur                   | Coureur                   | Pays                      | Équipe                    | Points                    |
| ------------------------- | ------------------------- | ------------------------- | ------------------------- | ------------------------- |
| 1er                       | Matteo Montaguti          | Italie                    | AG2R La Mondiale          | 73 pts                    |
| 2e                        | Tanel Kangert             | Estonie                   | Astana                    | 39 pts                    |
| 3e                        | Jérémy Roy                | France                    | FDJ-BigMat                | 35 pts                    |
| 4e                        | Fränk Schleck             | Luxembourg                | RadioShack-Nissan         | 30 pts                    |
| 5e                        | Vladimir Isaychev         | Russie                    | Katusha                   | 21 pts                    |
| 6e                        | Ryan Anderson             | Canada                    | SpiderTech-C10            | 20 pts                    |
| 7e                        | Brian Vandborg            | Danemark                  | SpiderTech-C10            | 17 pts                    |
| 8e                        | Michael Mørkøv            | Danemark                  | Saxo Bank                 | 17 pts                    |
| 9e                        | Levi Leipheimer           | États-Unis                | Omega Pharma-Quick Step   | 16 pts                    |
| 10e                       | Rubén Pérez               | Espagne                   | Euskaltel-Euskadi         | 16 pts                    |

|   | Cycliste           | Pays   | Équipe           |    | Temps            |
| - | ------------------ | ------ | ---------------- | -- | ---------------- |
| 1 | Mathias Frank      | Suisse | BMC Racing       | en | 35 h 57 min 10 s |
| 2 | Martin Elmiger     | Suisse | AG2R La Mondiale | +  | 19 min 55 s      |
| 3 | Rubens Bertogliati | Suisse | Type 1-Sanofi    |    | 28 min 14 s      |

| Classement par équipes | Classement par équipes  | Classement par équipes | Classement par équipes |
| Équipe                 | Équipe                  | Pays                   | Temps                  |
| ---------------------- | ----------------------- | ---------------------- | ---------------------- |
| 1re                    | Astana                  | Kazakhstan             | 107 h 46 min 30 s      |
| 2e                     | Rabobank                | Pays-Bas               | + 6 min 48 s           |
| 3e                     | Euskaltel-Euskadi       | Espagne                | + 8 min 33 s           |
| 4e                     | AG2R La Mondiale        | France                 | + 17 min 42 s          |
| 5e                     | RadioShack-Nissan       | Luxembourg             | + 22 min 47 s          |
| 6e                     | BMC Racing Team         | États-Unis             | + 25 min 09 s          |
| 7e                     | Katusha Team            | Russie                 | + 25 min 24 s          |
| 8e                     | Movistar Team           | Espagne                | + 28 min 46 s          |
| 9e                     | Sky                     | Royaume-Uni            | + 31 min 12 s          |
| 10e                    | Omega Pharma-Quick Step | Belgique               | + 35 min 41 s          |

| Classement par équipes | Classement par équipes  | Classement par équipes | Classement par équipes |
| Équipe                 | Équipe                  | Pays                   | Temps                  |
| ---------------------- | ----------------------- | ---------------------- | ---------------------- |
| 1re                    | Astana                  | Kazakhstan             | 107 h 46 min 30 s      |
| 2e                     | Rabobank                | Pays-Bas               | + 6 min 48 s           |
| 3e                     | Euskaltel-Euskadi       | Espagne                | + 8 min 33 s           |
| 4e                     | AG2R La Mondiale        | France                 | + 17 min 42 s          |
| 5e                     | RadioShack-Nissan       | Luxembourg             | + 22 min 47 s          |
| 6e                     | BMC Racing Team         | États-Unis             | + 25 min 09 s          |
| 7e                     | Katusha Team            | Russie                 | + 25 min 24 s          |
| 8e                     | Movistar Team           | Espagne                | + 28 min 46 s          |
| 9e                     | Sky                     | Royaume-Uni            | + 31 min 12 s          |
| 10e                    | Omega Pharma-Quick Step | Belgique               | + 35 min 41 s          |

### UCI World Tour
Ce Tour de Suisse attribue des points pour l'UCI World Tour 2012, seulement aux coureurs des équipes ayant un label ProTeam.
| Position           | 1er | 2e | 3e | 4e | 5e | 6e | 7e | 8e | 9e | 10e |
| Classement général | 100 | 80 | 70 | 60 | 50 | 40 | 30 | 20 | 10 | 4   |
| Par étape          | 6   | 4  | 2  | 1  | 1  |    |    |    |    |     |

| #  | Coureur            | Équipe                  | Points |
| -- | ------------------ | ----------------------- | ------ |
| 1  | Rui Costa          | Movistar                | 106    |
| 2  | Fränk Schleck      | RadioShack-Nissan       | 85     |
| 3  | Levi Leipheimer    | Omega Pharma-Quick Step | 72     |
| 4  | Robert Gesink      | Rabobank                | 62     |
| 5  | Mikel Nieve        | Euskaltel-Euskadi       | 56     |
| 6  | Roman Kreuziger    | Astana                  | 40     |
| 7  | Thomas Danielson   | Garmin-Barracuda        | 30     |
| 8  | Peter Sagan        | Liquigas-Cannondale     | 24     |
| 9  | Steven Kruijswijk  | Rabobank                | 21     |
| 10 | Alejandro Valverde | Movistar                | 10     |

| Suite du classement (11-36) | Suite du classement (11-36) | Suite du classement (11-36) | Suite du classement (11-36) |
| --------------------------- | --------------------------- | --------------------------- | --------------------------- |
| 11                          | Michael Albasini            | Orica-GreenEDGE             | 9                           |
| 12                          | Fabian Cancellara           | RadioShack-Nissan           | 8                           |
| 13                          | Fredrik Kessiakoff          | Astana                      | 7                           |
| 14                          | Vladimir Isaychev           | Katusha                     | 6                           |
| 14                          | Tanel Kangert               | Astana                      | 6                           |
| 14                          | Ben Swift                   | Sky                         | 6                           |
| 17                          | Jérémy Roy                  | FDJ-BigMat                  | 5                           |
| 18                          | Baden Cooke                 | Orica-GreenEDGE             | 4                           |
| 18                          | Rubén Pérez                 | Euskaltel-Euskadi           | 4                           |
| 18                          | Nicolas Roche               | AG2R La Mondiale            | 4                           |
| 18                          | José Joaquín Rojas          | Movistar                    | 4                           |
| 22                          | Allan Davis                 | Orica-GreenEDGE             | 3                           |
| 23                          | Karsten Kroon               | Saxo Bank                   | 2                           |
| 23                          | Maxime Monfort              | RadioShack-Nissan           | 2                           |
| 23                          | Matteo Montaguti            | AG2R La Mondiale            | 2                           |
| 23                          | Moreno Moser                | Liquigas-Cannondale         | 2                           |
| 27                          | Giampaolo Caruso            | Katusha                     | 1                           |
| 27                          | Martin Elmiger              | AG2R La Mondiale            | 1                           |
| 27                          | Óscar Freire                | Katusha                     | 1                           |
| 27                          | Francesco Gavazzi           | Astana                      | 1                           |
| 27                          | Jacopo Guarnieri            | Astana                      | 1                           |
| 27                          | Heinrich Haussler           | Garmin-Barracuda            | 1                           |
| 27                          | Robert Kišerlovski          | Astana                      | 1                           |
| 27                          | Sébastien Minard            | AG2R La Mondiale            | 1                           |
| 27                          | Thibaut Pinot               | FDJ-BigMat                  | 1                           |
| 27                          | Salvatore Puccio            | Sky                         | 1                           |

## Évolution des classements
| Étape              | Vainqueur          | Classement général | Classement par points | Classement de la montagne | Classement du meilleur Suisse | Classement par équipes |
| ------------------ | ------------------ | ------------------ | --------------------- | ------------------------- | ----------------------------- | ---------------------- |
| 1                  | Peter Sagan        | Peter Sagan        | Peter Sagan           | Non décerné               | Fabian Cancellara             | Liquigas-Cannondale    |
| 2                  | Rui Costa          | Rui Costa          | Peter Sagan           | Fränk Schleck             | Mathias Frank                 | Astana                 |
| 3                  | Peter Sagan        | Rui Costa          | Peter Sagan           | Fränk Schleck             | Mathias Frank                 | RadioShack-Nissan      |
| 4                  | Peter Sagan        | Rui Costa          | Peter Sagan           | Fränk Schleck             | Mathias Frank                 | Astana                 |
| 5                  | Vladimir Isaychev  | Rui Costa          | Peter Sagan           | Vladimir Isaychev         | Mathias Frank                 | Euskaltel-Euskadi      |
| 6                  | Peter Sagan        | Rui Costa          | Peter Sagan           | Vladimir Isaychev         | Mathias Frank                 | Euskaltel-Euskadi      |
| 7                  | Fredrik Kessiakoff | Rui Costa          | Peter Sagan           | Vladimir Isaychev         | Mathias Frank                 | Euskaltel-Euskadi      |
| 8                  | Michael Albasini   | Rui Costa          | Peter Sagan           | Michael Albasini          | Mathias Frank                 | Euskaltel-Euskadi      |
| 9                  | Tanel Kangert      | Rui Costa          | Peter Sagan           | Matteo Montaguti          | Mathias Frank                 | Astana                 |
| Classements finals | Classements finals | Rui Costa          | Peter Sagan           | Matteo Montaguti          | Mathias Frank                 | Astana                 |